# Plaça Molina
Plaça Molina – stacja metra w Barcelonie, na linii 7. Stacja znajduje się pod ulicą Balmes, na wysokości Plaça Molina.
Stacja została otwarta w 1954, kiedy połączoną ją ze stacją Gràcia.